# مارسل پریر
مارسل پریر (انگلیسی: Marcel Perrière; ۲۲ نوامبر ۱۸۹۰ – ۶ اوت ۱۹۶۶) دوچرخه‌سوار اهل سوئیس بود.